# Santa Rosa Valley (Kalifornija)
Santa Rosa Valley je naseljeno područje za statističke svrhe u američkoj saveznoj državi Kalifornija. Prema popisu stanovništva iz 2010. u njemu je živjelo 3.334 stanovnika.